# Rada Języka Śląskiego
Rada Języka Śląskiego (skrót: RJŚ; formalnie: Rada Języka Śląskiego przy Pro Loquela Silesiana Towarzystwie Kultywowania i Promowania Śląskiej Mowy; śl. Rada Ślōnskigo Jynzyka) – organ wchodzący w skład Pro Loquela Silesiana Towarzystwa Kultywowania i Promowania Śląskiej Mowy, zajmujący się wszelkimi sprawami dotyczącymi używania i rozwoju języka śląskiego. Obecnie liczy 15 członków (kwiecień 2025).

## Historia
Pomysłodawcą utworzenia Rady Języka Śląskiego (Rady Ślonskiej Godki) był w 2012 roku dr Henryk Jaroszewicz, językoznawca z Uniwersytetu Wrocławskiego. RJŚ miała powstać przy powołanej w tym roku Radzie Górnośląskiej, a planowane przedsięwzięcie wspierał od strony politycznej poseł Platformy Obywatelskiej Marek Plura. Wówczas jednak nie udało się jej zawiązać.
Do pomysłu powrócono po 11 latach. Rada Języka Śląskiego powstała 30 listopada 2023 roku w Teatrze Śląskim im. Stanisława Wyspiańskiego w Katowicach (Scena Kameralna) z inicjatywy tłumacza Grzegorza Kulika i pisarza Szczepana Twardocha. W roboczym spotkaniu założycielskim uczestniczyli m.in.: Rektor Uniwersytetu Śląskiego w Katowicach prof. dr hab. Ryszard Koziołek, dr hab. Zbigniew Kadłubek prof. UŚ, dr hab. Jerzy Gorzelik prof. UŚ, dr hab. Henryk Jaroszewicz, dr Tomasz Słupik, senatorowie Halina Bieda (Koalicja Obywatelska) i Maciej Kopiec (Nowa Lewica), posłowie Monika Rosa (Koalicja Obywatelska), Maciej Konieczny (Lewica Razem) i Adam Gomoła (Trzecia Droga), dyrektor Teatru Śląskiego Robert Talarczyk, prezes Pro Loquela Silesiana Rafał Adamus i gościnnie dr Artur Jabłoński, aktywista kaszubski. Rada została formalnie powołana dzień później, 1 grudnia 2023 roku przez Zarząd Główny Pro Loquela Silesiana Towarzystwa Kultywowania i Promowania Śląskiej Mowy. Tego dnia uchwalono również Regulamin Rady Języka Śląskiego i powołano (w rzeczywistości zatwierdzono) jej skład (17 osób).
Pierwsze oficjalne posiedzenie Rady odbyło się 22 grudnia 2023 roku, na którym wybrano jej władze.
W 2024 roku do rady dokooptowano czworo kolejnych członków, po czym w ciągu roku z członkostwa zrezygnowały cztery osoby, w tym wiceprzewodniczący Rafał Szyma. Na początku 2025 z członkostwa w Radzie zrezygnowali Stanisław Neblik oraz Mirosław Syniawa.

## Zadania Rady Języka Śląskiego[3][2]
1. Analiza i ocena stanu języka śląskiego oraz wypowiadanie się w sprawie polityki językowej prowadzonej przez Towarzystwo.
2. Współdziałanie z organami administracji rządowej, w szczególności z ministrem właściwym do spraw nauki i szkolnictwa wyższego, ministrem właściwym do spraw edukacji, ministrem właściwym do spraw kultury i dziedzictwa narodowego, w sprawach oceny warunków rozwoju języka śląskiego i badań nad nim.
3. Upowszechnianie wiedzy o języku śląskim, jego odmianach, normach i kryteriach oceny jego użycia.
4. Organizowanie dyskusji i konferencji naukowych.
5. Ocena i wypowiadanie się w sprawach poziomu i potrzeb wydawnictw z zakresu wiedzy o języku śląskim i kulturze języka.
6. Rozstrzyganie wątpliwości językowych w zakresie używania języka śląskiego we wszelkich jego dziedzinach.
7. Wyrażanie opinii o używaniu języka śląskiego w działalności publicznej i obrocie prawnym, a zwłaszcza w reklamie, prasie, radiu i telewizji, Internecie oraz w administracji publicznej.
8. Opiniowanie nazw, ich form gramatycznych oraz ortograficznych, proponowanych dla nowych towarów lub usług.
9. Otaczanie szczególną opieką kultury języka śląskiego w nauczaniu szkolnym, w tym także analiza i ocena programów nauczania i językowa ocena podręczników szkolnych.
10. Przygotowywanie nie rzadziej niż co dwa lata oraz przedstawianie Zarządowi Głównemu opinii o stanie ochrony języka śląskiego.
11. Ustalanie zasad pisowni języka śląskiego.
12. Współpraca ze szkołami wyższymi i instytucjami naukowymi zainteresowanymi zachowaniem i rozwojem języka śląskiego.
13. Inne sprawy zlecone przez Zarząd Główny lub podejmowane z inicjatywy Rady.

## Członkowie Rady Języka Śląskiego
1. Rafał Adamus – prezes Pro Loquela Silesiana (założyciel)
2. Grzegorz Buchalik – tłumacz literatury na język śląski (dokoptowany w 2024 roku)
3. dr Artur Czesak – dialektolog, leksykograf, badacz języka śląskiego (założyciel)
4. Izolda Czmok-Nowak – dziennikarka telewizyjna (założycielka)
5. Pejter Długosz – prezes wydawnictwa Silesia Progress (założyciel)
6. Wojciech Glensk – muzyk, radiowiec (założyciel)
7. Bogdan Kallus – autor "Słownika Gōrnoślōnskij Godki" (założyciel)
8. Grzegorz Kulik – tłumacz literatury na język śląski (założyciel)
9. prof. dr. hab. Aleksandra Kunce – literaturoznawczyni, kulturoznawczyni, badaczka lokalności śląskiej (założycielka)
10. dr Marcin Maciołek – filolog polski, lingwista (założyciel)
11. Marcin Melon(inne języki) – śląski pisarz i tłumacz (założyciel)
12. dr inż. Roman Ptak (dokoptowany w 2024 roku)[11]
13. prof. dr. hab. Jolanta Tambor – lingwistka, badaczka śląskiej świadomości etnicznej i językowej (założycielka)
14. dr Gabriel Tobor – tłumacz Nowego Testamentu na język śląski (dokoptowany w 2024 roku)[11]
15. Szczepan Twardoch – śląski pisarz (założyciel)

### Byli członkowie
1. dr hab. Henryk Jaroszewicz, prof. UWr – slawista, polonista, autor „Zasad pisowni języka śląskiego” (założyciel, zrezygnował z członkostwa w 2024 roku)[12][4]
2. dr hab. Zbigniew Kadłubek, prof. UŚ – filolog klasyczny, śląski pisarz i tłumacz (założyciel, zrezygnował z członkostwa w 2024 roku)
3. Stanisław Neblik(inne języki) – śląski pisarz i tłumacz (zrezygnował z członkostwa w 2025 roku)[13]
4. dr Karolina Pospiszil – literaturoznawczyni, badaczka literatury śląskiej (dokoptowana w 2024 roku, w tym samym roku zrezygnowała z członkostwa)[11]
5. Mirosław Syniawa – śląski pisarz i tłumacz (założyciel, zrezygnował z członkostwa w 2024 roku)
6. Rafał Szyma – śląski pisarz i tłumacz (założyciel, wiceprzewodniczący, zrezygnował z członkostwa w 2024 roku)

## Władze Rady Języka Śląskiego

### Kadencja 2023–2025
Władze wybrane na I posiedzeniu Rady Języka Śląskiego, 22 grudnia 2023 roku:
- Grzegorz Kulik – Przewodniczący[b]
- prof. dr. hab. Jolanta Tambor – Zastępca Przewodniczącego[b]
- Rafał Szyma – Zastępca Przewodniczącego[b] (zrezygnował w 2024)

## Struktura organizacyjna Rady Języka Śląskiego
Na II zebraniu Rady, 6 lutego 2024 roku powołano cztery zespoły:
- zespół ds. edukacji, który zajmie się przygotowaniem programu nauczania języka śląskiego w szkole,
- zespół ds. standaryzacji, który zajmie się rozstrzyganiem kwestii związanych z ustalaniem standardu języka śląskiego,
- zespół ds. mediów, który weźmie na siebie reprezentację Rady na zewnątrz,
- zespół ds. Śląska Opolskiego (nazwa robocza): zespół o charakterze administracyjnym, który zajmie się sprawami dziejącymi się w województwie opolskim, niekoniecznie widzianymi i rozumianymi we wschodniej części Górnego Śląska.

## Krytyka
Śląsko-niemiecki językoznawca i komparatywista Adam Kubik opublikował w 2024 roku list otwarty, w którym zarzucił Radzie ignorowanie w procesie kodyfikacji opolskiego dialektu języka śląskiego, a także wariantu używanego przez śląskich emigrantów w Niemczech, z silnym wpływem języka niemieckiego. Zwrócił też uwagę na wypowiedzi Grzegorza Kulika, który w ironiczny i pogardliwy sposób odnosił się do działań Kubika. Autor listu domagał się odwołania Kulika ze stanowiska przewodniczącego Rady. List otwarty pozostał jednak bez odpowiedzi.